# Refuges solidaires
Notes
Refuge installé depuis août 2021 aux Terrasses solidaires, 34 route de Grenoble, 05100 Briançon
Refuges solidaires est une association loi de 1901 reconnue d'intérêt général, dont le siège est à Briançon (dans le département des Hautes-Alpes, en France), où elle gère le « Refuge solidaire de Briançon ».

## Historique, objectifs et évènements
Enregistrée le 21 juillet 2017 sous le nom de « Collectif peuples solidaires » (inscrite au Répertoire national des associations (RNA) avec le numéro W051001742), l'association prend le nom de « Refuges solidaires (rs) » en janvier 2018, et apparaît désormais ainsi dans le SIREN, avec le même numéro RNA.
Un grand nombre de migrants arrivant par bateau sur les côtes italiennes, isolés ou avec leur famille, cherchent à passer en France, soit pour s'y établir, soit pour atteindre le Royaume-Uni. En 2017, l'intensification des contrôles frontaliers dans le département français des Alpes-Maritimes incite ces migrants à aller plus au nord, là où les cols transalpins entre l'Italie et la France sont les plus bas : celui de l'Échelle (1 762 m) et celui de Montgenèvre (1 850 m), aux environs de Briançon. Cette ville devient ainsi un point de transit important pour ces personnes. Un journaliste du journal italien Corriere della Sera écrit alors que les Alpes deviennent la seconde Méditerranée, et Briançon, la Lampedusa des Alpes — en référence au fait que l'île italienne de Lampedusa est un passage de nombreuses personnes en situation de migration.
La mission que se fixe l'association est de proposer aux migrants un temps de repos, une pause de quelques jours, le plus souvent deux à quatre jours,, dans leur parcours de demandeurs d'asile, en leur offrant le gîte et le couvert, en assurant aussi leur suivi médical, et en les informant sur les réglementations européenne et française. Les demandeurs d'asile peuvent ensuite se rendre vers une structure administrative appropriée (Structure du Premier accueil des demandeurs d'asile : SPADA), généralement à Marseille — ville située 260 km plus au sud, préfecture de la région Provence-Alpes-Côte d'Azur, région comprenant le département des Hautes-Alpes.
Le 27 juillet 2017, en partenariat avec Médecins du monde, l'association co-signe une convention avec la communauté de communes du Briançonnais pour la mise à disposition par cette dernière de locaux vides situés 37 rue Pasteur à Briançon, à proximité de la Maison des jeunes et de la culture (MJC) et de lieux associatifs. L'installation peut se faire rapidement grâce à l'équipement et l'aide fournis par le Secours populaire et le Secours catholique — qui servait déjà des repas aux exilés —, et grâce à de nombreux dons, notamment d'Emmaüs.
Devant la hausse des chiffres de fréquentation de la structure, qui dépassent de loin le quota sur lequel s'était engagée l'association, celle-ci demande la mise en place d'une nouvelle convention, qui ne sera acceptée et signée qu'en juin 2018. En novembre 2018, le conseil municipal met à la disposition des bénévoles d'Emmaüs extérieurs à Briançon — qui aident ceux du Refuge solidaire — un appartement communal inoccupé.
Mais fin août 2020, la nouvelle municipalité et la communauté de communes du Briançonnais donnent à l'association un délai de deux mois pour quitter ses locaux. Le refuge permet que les personnes concernées par l'accueil temporaire qu'il propose ne dorment pas dans la rue.
À l'annonce du risque de fermeture du Refuge solidaire, des personnalités se mobilisent et signent dans le journal Libération du 21 septembre 2020 une tribune en soutien à l'association Refuges solidaires intitulée Pour que le Briançonnais reste un territoire solidaire avec les exilés. Parmi les signataires, on trouve notamment l'évêque de Gap Xavier Malle, Isabelle Autissier, Julien Bayou, Jean-Luc Bennahmias, Laurent Berger, Annie Ernaux, Ariane Mnouchkine, Edgar Morin, E-M Mouhoud, Thomas Piketty, Pierre Rosanvallon, Lilian Thuram, Philippe Torreton, Michel Wieviorka...
En octobre 2020, un sursis de six mois lui est accordé. Grâce à l'aide financière et matérielle de bénévoles et d'entités privées, un nouvel espace d'environ 1 600 m2, nommé les Terrasses solidaires, est trouvé,,, mais il nécessite des aménagements, ce qui amène à reporter de nouveau le transfert, avec espoir de déménager dans les nouveaux locaux à la rentrée 2021. Cependant les restrictions sanitaires dans les transports en commun dues à la pandémie de Covid-19, principalement la problématique d'accès au passe sanitaire, empêchent le départ des migrants, ce qui provoque une saturation des lieux d'accueil. En juillet et août 2021, les demandes faites auprès des pouvoirs publics d'un plan d'hébergement d'urgence n'ayant pas eu de suite,, les gestionnaires décident de fermer symboliquement le Refuge.
Des eurodéputés, tels que la Luxembourgeoise Tilly Metz, prévoient en août 2021 de se relayer à la frontière chaque fin de semaine « jusqu'à nouvel ordre ».
Le 25 août 2021, le Refuge solidaire déménage et s'installe aux « Terrasses solidaires », ancien sanatorium réhabilité situé 34, route de Grenoble à Briançon,, géré par l'association créée le 1er juin 2021 sous ce même nom. Les Terrasses solidaires seront inaugurées le 13 octobre suivant, ; plusieurs associations s'y côtoient, dont Refuges solidaires, Eko!, Médecins du monde et Tous migrants.
Toutefois, dans le contexte de la pandémie de Covid-19 et de l'établissement du passe sanitaire en France, il a été nécessaire que les personnes migrantes subissent des tests de dépistage — dont certains effectués par la Croix-Rouge — avant de prendre les transports en commun pour quitter la ville, ce qui a ralenti le rythme de passage et augmenté le nombre de personnes restant momentanément sur place. Le 25 octobre 2021, le Refuge est contraint de stopper l'accueil des migrants en raison d'arrivées, principalement en provenance d'Iran et d'Afghanistan, dépassant largement sa capacité de 80 places — avec environ 200 personnes à héberger,,. Après une nuit dans le hall de la gare de Briançon, les personnes concernées — des personnes seules et des familles — sont alors accueillies provisoirement à l’église Sainte-Catherine de cette ville,,,. L'association demande à l’État français de permettre qu'il y ait plus de possibilités de mise à l'abri (hébergement d'urgence) pour les personnes migrantes, la préfecture s'y oppose et renforce les contrôles à la frontière,,,. Par la suite, les personnes sont mises à l'abri provisoirement dans la salle paroissiale Sainte-Thérèse de Briançon et des barnums proches,,. Ceux-ci sont remplacés le 13 novembre 2021 par une tente de l'organisation non gouvernementale (ONG) Médecins sans frontières (MSF), d'une surface de 100 m2 et d'une capacité d'environ 50 personnes, adaptée aux situations d'urgence.
Le 16 novembre 2021, l'association « Tous migrants », fondée en 2016,, saisit le tribunal administratif de Marseille « pour enjoindre l'État à mettre en œuvre un nouvel accueil des migrants à Briançon »,.
Un article du quotidien régional Le Dauphiné libéré du 27 novembre 2021 intitulé « Flou total pour l'accueil des migrants à Briançon » relate que Médecins sans frontières a installé une tente pour pallier le maintien de la fermeture du Refuge, et que le renforcement des patrouilles de forces de l'ordre et des refoulements aux passages de la frontière a pour effet collatéral d'accroître le nombre de migrants stationnant dans le bourg italien d'Oulx, en val de Suse, provoquant une surcharge du refuge « Fraternità Massi », dont les bénévoles affirment : « certains exilés ont été refoulés cinq fois, mais ils réessaieront encore ».
Le recours en référé liberté du 16 novembre 2021 étant rejeté par le tribunal administratif le 30 novembre, pour différents motifs,, l'association Refuges Solidaires décide de rouvrir son hébergement d'urgence le 1er décembre, et assure qu'elle continuera à gérer l'accueil de migrants dans la tente de 50 places mise à disposition par Médecins sans frontières sur le terrain de la salle paroissiale Sainte-Thérèse, en partenariat avec le Secours catholique,.
Un groupe de scouts protestants passe le mois de juillet 2022 auprès des exilés à Briançon, tout en apportant son aide aux Refuges solidaires.
En 2023, après avoir lancé un appel aux dons, l'association est toujours active, et réunit son assemblée générale,.
Dans un livre intitulé Passer la porte : le refuge solidaire de Briançon publié fin 2023, Pauline Rey raconte quatre années de vie au Refuge solidaire,.
Après avoir dû fermer le refuge de début septembre à début novembre 2023 pour cause de saturation, l'association annonce, au printemps 2024, prendre des mesures pour ne pas être débordée par les futures arrivées.

## Fonctionnement
Pour faire face aux différentes tâches à réaliser, et assurer une permanence de service, l'association s'est organisée en six équipes : accueil, linge/ménage, repas, vestiaire (tri, stockage, organisation des dons), entretien/logistique (bâtiment, gestion des fluides et de l'énergie, etc), et permanence médicale. La totalité du personnel est constituée de bénévoles (plus d'une centaine),.
Quelques données montrent l'ampleur de la tâche, et du service rendu,,,,, :
En 2018, 6 000 exilés ont été hébergés, dont 2 000 mineurs. Plus de 53 000 repas ont été préparés à partir des dons reçus localement.
En trois ans depuis juillet 2017, 10 000 personnes ont été accueillies. De juillet 2017 à juillet 2021, ce nombre s'est élevé à 15 200. En 2023, le total cumulé a atteint le nombre de 25 000 personnes accueillies.
Une convention avec l’Agence régionale de santé et Médecins du monde permet l'incorporation du linge au circuit de blanchissage de l'hôpital de Briançon : cela représente la logistique d'environ 350 kg par semaine.
Il faut 4 à 5 heures pour nettoyer toute la maison. Les jeunes migrants aident dans cette tâche.
L’équipe repas prépare les petits déjeuners, les repas de midi et du soir, sans jamais connaitre à l’avance le nombre de personnes qui vont manger.
Le rôle de la cellule médicale est d’assurer une veille sanitaire, elle doit permettre :
De faire un premier bilan de santé des arrivants.
De les orienter en conséquence, si nécessaire vers l'urgence hospitalière, ou de proposer des consultations pour répondre aux maux.
D’informer et former les bénévoles, aidants et accueillants, sur des questions de pathologies contagieuses et les premiers soins à donner en cas de gelures.
Grâce à la création d'une permanence d'accès aux soins de santé (PASS), des médecins/infirmiers de l’hôpital sont présents au Refuge deux matinées et demie par semaine et des consultations à l’hôpital sont possibles. Selon les disponibilités, des médecins/infirmiers bénévoles de Médecins du monde complètent les autres jours,.
Un médecin psychiatre est présent un vendredi sur deux.
Un journal de la vie du Refuge, Le billet, est publié et consultable en ligne.

## Impact médiatique
Depuis 2017, l'association a fait l'objet de nombreux reportages dans la presse nationale et internationale :
BFM TV (2021), Le Courrier (quotidien suisse) (2018), La Croix (2018), Le Dauphiné libéré (2018, 2019, 2021, 2022, 2023), Le Figaro (2018), France Inter (2018), Huffington Post (2018), L'Humanité (2020), Institute of Current World Affairs (ONG américaine) (2018), Libération (2018, 2020), Marianne (2019), Mediapart (2020, 2021), Le Monde (2019, 2020, 2021), Montagnes Magazine (2020), National Geographic (2020), Nice-Matin (2021), Le Point (2020), La Provence (2021).